# Ferdinandusa paporiensis
Ferdinandusa paporiensis là một loài thực vật có hoa trong họ Thiến thảo. Loài này được Suess. mô tả khoa học đầu tiên năm 1943.